# Флойд Олпорт
Флойд Хенри Олпорт (на английски: Floyd Henry Allport) е американски психолог, брат на Гордън Олпорт.

## Биография
Роден е на 22 август 1890 година в Милуоки, САЩ. Получава научните си степени от Харвардския университет през 1913 и 1919 г.
Става професор е по социална и политическа психология в Училището „Максуел“, за гражданство и обществени дела в Университета на Сиракюз, щата Ню Йорк от 1924 до 1956 г., както и гостуващ професор в Калифорнийския университет, Бъркли.
Смятан е за основателя на социалната психология като научна дисциплина.
Умира на 15 октомври 1979 година в Лос Алтос на 89-годишна възраст.